# 重庆大学学报
《重庆大学学报》创刊于1960年，是中国大陆工程科技类月刊，编辑部位于重庆市。此刊物由重庆大学主办。
《重庆大学学报》在2018年被中华人民共和国国家新闻出版广电总局新闻报刊司评为2017年全国“百强报刊”。